# Warner Park Sporting Complex
Warner Park Sporting Complex är en multifunktionsarena belägen huvudstaden Basseterre i Saint Kitts och Nevis. Arenan invigdes 20 maj 2006 och har bland annat varit värd för  världsmästerskapet i cricket för herrar 2007. Arenan har en kapacitet för 8 000 åskådare och är spelplats för cricketlaget St. Kitts and Nevis Patriots och Saint Kitts och Nevis herrlandslag i fotboll.